# Walenty (biskup Darien)
Walenty (XV w.) – duchowny katolicki, biskup pomocniczy we Wrocławiu.

## Życiorys
Nie mamy wielu informacji na temat jego życia oraz działalności duszpasterskiej. Był biskupem tytularnym Darien, a prekonizowany został na ten urząd około 1458 roku. Pełnił swoje funkcje biskupie w diecezji wrocławskiej jako tamtejszy sufragan.